# Панасівка (платформа)
Пана́сівка — пасажирський зупинний пункт Сумської дирекції Південної залізниці на електрифікованій лінії Люботин-Західний — Полтава-Південна між станцією Водяна та зупинним пунктом 80 км. Розташований поблизу села Панасівка Богодухівського району Харківської області.

## Пасажирське сполучення
На зупинному пункту Панасівка зупиняються приміські електропоїзди напрямку Полтава — Огульці.